# NGC 6020
NGC 6020 este o galaxie eliptică situată în constelația Șarpele. A fost descoperită în 9 mai 1866 de către Édouard Stephan⁠(d). Se află la o distanță de 60,3 de megaparseci de Pământ.